# Veli-Matti Ahonen
Pour les articles homonymes, voir Ahonen.
Veli-Matti Ahonen est un sauteur à ski finlandais.

## Palmarès

### Coupe du Monde
- Meilleur classement final: 20e en 1984.
- Meilleur résultat: 2e.